# Tahoe Lake, Nunavut
Tahoe Lake är en sjö i Kanada.   Den ligger i territoriet Nunavut, i den norra delen av landet, 3 300 km nordväst om huvudstaden Ottawa. 
Trakten runt Tahoe Lake består i huvudsak av gräsmarker. Trakten runt Tahoe Lake är nära nog obefolkad, med mindre än två invånare per kvadratkilometer.